# Таманський археологічний музей
Таманський археологічний музей — музей таманської філії Краснодарського історико-археологічного музею.

## Етапи становлення
- 1975 р. Створення на базі городища «Гермонасса-Тмутаракань».
- 1977 р. Відкриття археологічної експозиції на базі матеріалів розкопок Таманського городища.
- 1988 р. Відкрита експозиція «Археологічні пам'ятки Таманського півострова» в оновленому будинку[1].

## Експозиційні зали
- Історія археологічних досліджень та пам'ятки культури, побуту і релігії Таманського городища VI ст. до н.е. – сер. XVIII ст.
- Історія древніх міст-полісів і греків-переселенців, які оселилися на Таманському півострові в пер. пол. VI ст. до н.е[1].

## Археологічне значення
Музей об'єднує навколо себе науково-дослідні експедиції, які працюють на території Таманського півострова. Є обладнана реставраційна лабораторія. У фонди музею надходять колекції з розкопок Фанагорії, Гермонасса - Тмутаракані, Патрейського городища, Кеп, Іллічівського пам'ятника, мису Рубан, Приазовського, з поселень Хвилі, Артющенко,Вишестеблієвська. Колекції містять теракоту, лекіфи, чорнолакову кераміку, монети, печатки, амфорний матеріал та ін.